# Kup
Kup (dodatkowa nazwa w j. niem. Kupp) – wieś w Polsce położona w województwie opolskim, w powiecie opolskim, w gminie Dobrzeń Wielki. W latach 1945–1954 siedziba gminy Kup.

## Nazwa
Według niemieckiego nauczyciela Heinricha Adamy’ego nazwa miejscowości pochodzi od staropolskiego słowa – "kupa" lub "kopa" oznaczającego usypisko, nagromadzenie, stertę lub małą górę. Obecnie wieś Kup znajduje się na terenach nizinnych. Dawna "góra" została spożytkowana na cele hutnicze – produkcję szkła. W swoim dziele o nazwach miejscowych na Śląsku wydanym w 1888 roku we Wrocławiu jako starszą od niemieckiej wymienia on nazwę w formach "Kupy, Kupa" podając jej znaczenie "Haufenort" czyli po polsku " Miejscowość usypisk, kup". Niemcy zgermanizowali nazwę na Kupp w wyniku czego utraciła ona swoje pierwotne znaczenie.
W okresie międzywojennym na mapach WIG pojawiła się polska nazwa Kupy.

## Historia

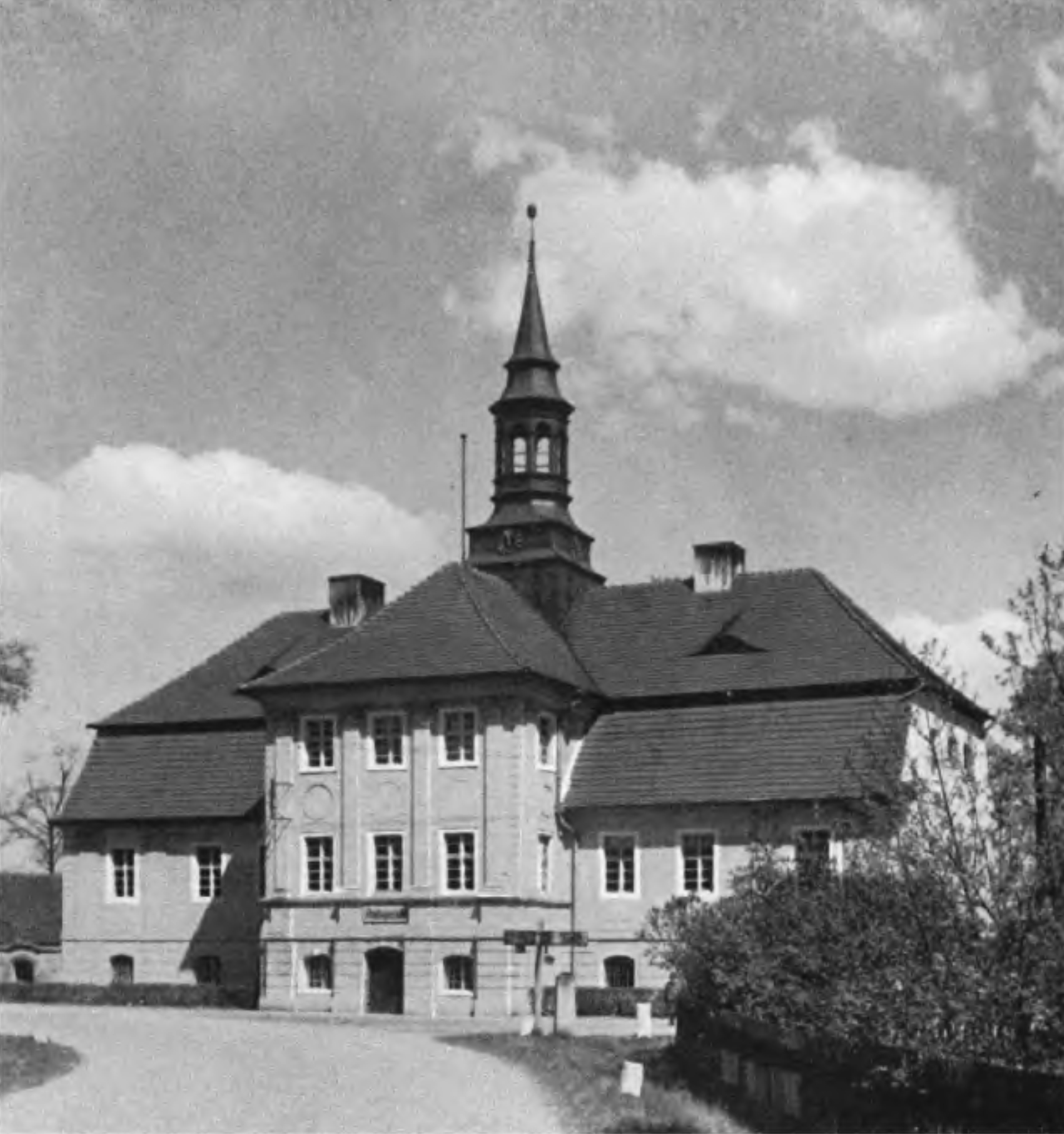
Budynek sądu w Kupie (przed 1939)

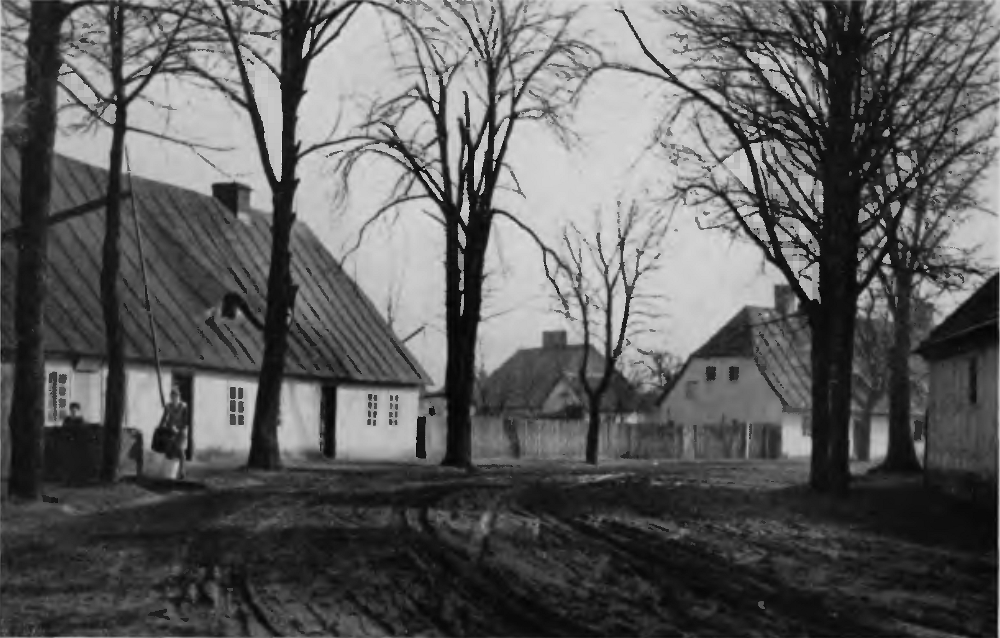
Widok Kupa z 1937

Początki osadnictwa na tych terenach datuje się około roku 1607, gdy niejaki Lorenz Slensagk z Chróścic wybudował w tym miejscu młyn.
Ośrodek administracyjny dla około trzydziestu kolonii rzemieślniczych oraz nowych osad zlokalizowanych na północ od Opola zaprojektowano tutaj w 1780. Było to drugie po Jedlicach (1775) założenie urbanistyczne oparte na rzucie koła autorstwa Johanna Martina Pohlmanna. Realizację zakończono w 1785. W centrum kolistego rzutu (na centralnym placu) usytuowano budynek urzędu podatkowego wraz z domami kancelisty i poborcy. Przebiegała tędy główna droga dzieląca plac centralny na połowy, a także wychodziły dwie promieniste aleje (jedna lokalna i jedna na Opole). Wylot na Pokój i Namysłów prowadził drogą główną. Jedna droga lokalna wybiegała też ku północnemu wschodowi. Oprócz gmachu urzędu na centralnym placu uformowano zieleń podkreślającą reprezentacyjność gmachu urzędowego. Stały tu też piekarnia i remiza strażacka. Na obwodzie okręgu otaczającego plac pobudowano dwanaście budynków - osiem mieszkalnych (dla kolonistów), jak również kuźnię, browar, gospodę oraz dom wójta z aresztem.
Założenie o tak wysokich walorach urbanistycznych późnego baroku wyróżniało się znacząco wśród innych, skromnych kolonii fryderycjańskich. Było związane ze zmianami społecznymi drugiej połowy XVIII wieku – zamiast dworu (pałacu), centralne miejsce osady zajął obiekt administracji państwowej, co wyrażać miało podstawową ideę pruską tamtego czasu: sprawnie zarządzane państwo z odpowiednim systemem urzędniczym. Pohlmanna inspirowały podczas projektowania prawdopodobnie założenie w pobliskim Pokoju, a także Królewskie Saliny w Arc-et-Senans.
Gmach urzędu podatkowego był barokowym, murowanym, dwukondygnacyjnym budynkiem o wysokim dachu czterospadowym (łamanym). Na osi umieszczono silnie wysunięty ryzalit z wieżą o spiczastym hełmie. Bogata dekoracja obfitowała w korynckie pilastry, rozety i płyciny międzyokienne. Od 1842 funkcjonował tu sąd. W 1945 gmach uległ zniszczeniu. Domy kancelisty i poborcy były jednokondygnacyjne, murowane, przykryte czterospadowymi dachami. Domy mieszkalne przy drodze okólnej miały konstrukcję szkieletową i były jednokondygnacyjne. Posiadały dachy naczółkowe. Usytuowano je kalenicowo. Gospoda wyposażona była w podcień. Większość tej zabudowy przekształcono w XIX i XX wieku. Jeszcze w latach 60. XX wieku istniały dwa domy o cechach pierwotnej architektury. Obecnie z założenia Pohlmanna pozostał układ urbanistyczny: okrągły plac, droga okólna oraz układ działek. Budynek nr 7 może mieć zachowane niektóre cechy domu kolonisty. Pozostała zabudowa jest bezstylowa. Zmieniony nieco przebieg drogi wojewódzkiej nr 454 (Opole – Namysłów) zakłóca pierwotną kompozycję z XVIII wieku.
W czasie II wojny światowej miejsce mordów Armii Czerwonej. Żołnierze sowieccy zabili 60–70 mieszkańców oraz pensjonariuszy lokalnego domu starców, a także księdza, usiłującego obronić kobiety przed gwałtem.

## Komunikacja

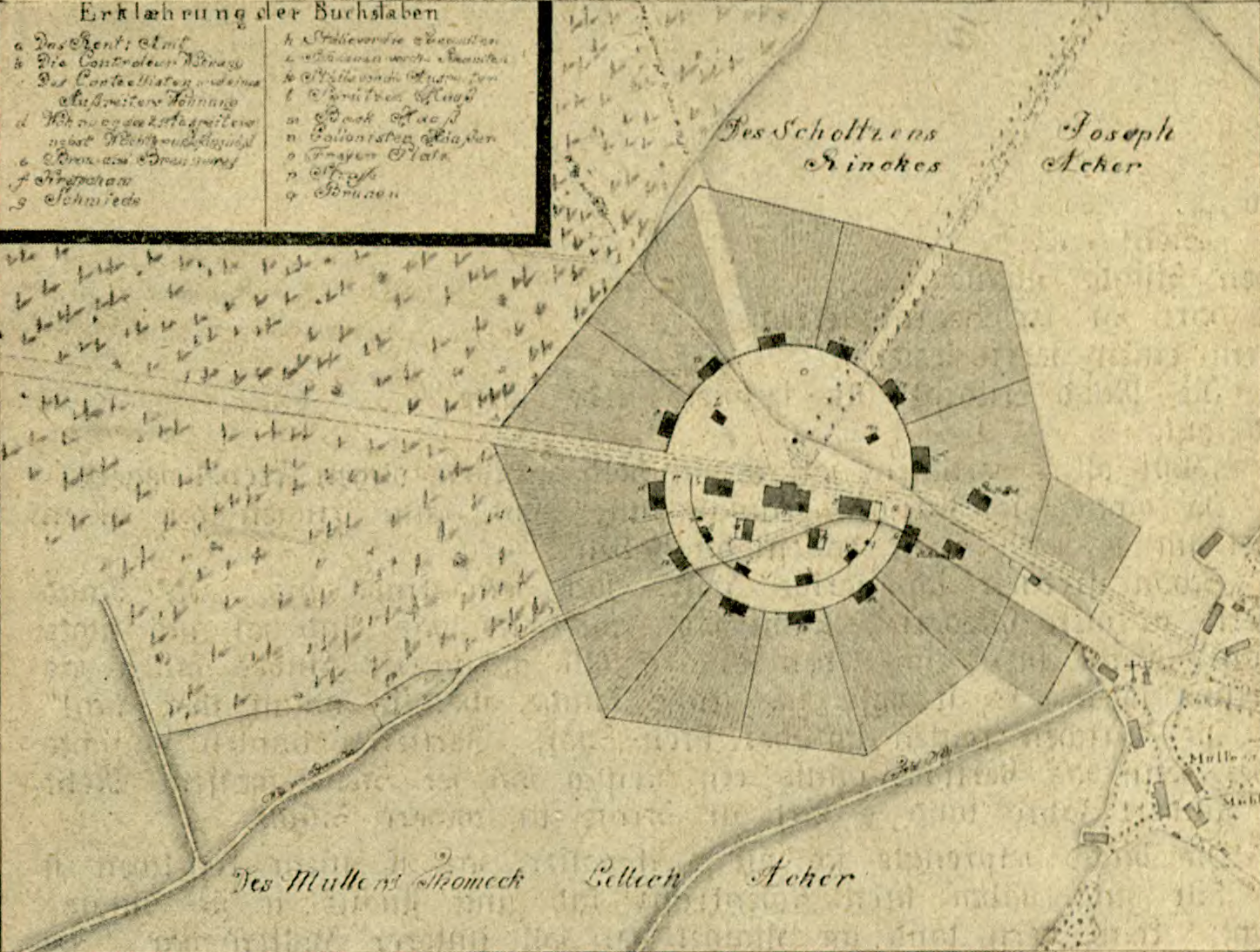
Plan kolonii fryderycjańskiej w Kupie (1780)

W miejscowości krzyżują się drogi wojewódzkie nr 454 i 461.

## Zabytki
Do wojewódzkiego rejestru zabytków wpisane są:
- kościół par. pw. św. Jerzego, z 1897 r.
- kościół ewangelicki, obecnie kaplica rzymskokatolicka pw. św. MB Nieustającej Pomocy, z 1894 r.
- cmentarz rzymskokatolicki, ul. Ligonia, z 1899 r.
- cmentarz ewangelicki, ul. Brynicka, z 1857 r.